# Jeremy Viner
Jeremy Viner (* 30. Juli 1986 in Ellsworth, Maine) ist ein US-amerikanischer Jazzmusiker (Tenorsaxophon, Klarinette).

## Leben und Wirken
Viner studierte nach dem Besuch der Bangor High School und der Interlochen Arts Academy in Michigan Mitte der 2000er-Jahre Musik an der New School in New York, um dann seinen Master an der Juilliard School zu absolvieren. Er arbeitete in der New Yorker Jazzszene im John Hollenbeck Large Ensemble (Eternal Interlude; 2009), aber auch im Tenorsaxophon-Quartett Battle Trance um Travis Laplante, mit Curtis Macdonald, Travis Reuter (Rotational Templates), Bryan Carter (Enchantment), Kate Gentile und Mike Cottone (Just Remember); außerdem gehörte er den Ensembles von Steve Lehman, Tyshawn Sorey und Rafiq Bhatia an. Im Bereich des Jazz war er zwischen 2009 und 2018 an acht Aufnahmesessions beteiligt. Viner lebt in New York City. In Deutschland arbeitete er u. a. mit Pablo Held, Jonas Engel und Florian Herzog. Viner legte 2011 das Lehrbuch First Lessons Alto Saxophone vor; 2016 folgte First Lessons Clarinet.

## Diskographische Hinweise
- Battle Trance: Palace of Wind (New Amsterdam Records, 2014)
- Bing & Ruth: Tomorrow Was the Golden Age (Rvng Intl., 2014), mit Greg Chudzik, Jeff Ratner, Leigh Stuart, Patrick Breiner, David Moore, Mike Effenberger
- Battle Trance: Blade of Love (NNA Tapes, 2016), mit Matt Nelson, Travis Laplante, Patrick Breiner
- Bing & Ruth: No Home of the Mind (4AD, 2017)